# سد کلرسکارال
سد کلرسکارال (به لاتین: Klerkskraal Dam) یک سد در آفریقای جنوبی است که در شمال غربی (استان آفریقای جنوبی) واقع شده‌است.